# Emiatrofia cerebrale di Dyke-Davidoff-Masson
L'emiatrofia cerebrale di Dyke-Davidoff-Masson o sindrome di Dyke-Davidoff-Masson o (dai nomi dei neurologi americani Leo Max Davidoff, Cornelius Gysbert Dyke e C. B. Masson) è una condizione caratterizzata da problemi di lateralizzazione, asimmetria faciale, emiplegia controlaterale, difficoltà all'apprendimento e ritardo mentale.
Il quadro è dovuto a un accidente cerebrovascolare occorso durante la vita uterina: tipicamente un ictus nell'arteria cerebrale media.
Come più rare cause si possono annoverare traumi e infezioni.
Il piccolo paziente può presentarsi con un'ampia gamma di sintomi, ma può anche essere asintomatico.
Si osserva una perdita unilaterale di massa cerebrale, associata a compensazioni osse del cranio, come l'iperpneumatizzazione dei seni paranasali, la prominenza dei solchi corticali e delle cisterne liquorali.